# Hasselblad Award
The Hasselblad Foundation International Award in Photography, comunemente noto come Hasselblad Award, è un prestigioso premio internazionale di fotografia, attribuito per la prima volta nel 1980.

## Istituzione del premio
Il premio è stato istituito dalla omonima fondazione finanziata da Victor Hasselblad, l'inventore della macchina fotografica Hasselblad, e da sua moglie Erna. È talvolta considerato come un "Nobel per la fotografia".
Il premio include una somma in denaro di 1,000,000 di corone svedesi, una medaglia d'oro, un diploma e l'allestimento di una mostra all'Hasselblad Center del Museo di Arte Moderna di Göteborg.

## Vincitori
Il premio è stato assegnato ai seguenti fotografi:
- 1980 Lennart Nilsson
- 1981 Ansel Adams
- 1982 Henri Cartier-Bresson
- 1983 non assegnato
- 1984 Manuel Álvarez Bravo
- 1985 Irving Penn
- 1986 Ernst Haas
- 1987 Hiroshi Hamaya
- 1988 Édouard Boubat
- 1989 Sebastião Salgado
- 1990 William Klein
- 1991 Richard Avedon
- 1992 Josef Koudelka
- 1993 Sune Jonsson
- 1994 Susan Meiselas
- 1995 Robert Häusser
- 1996 Robert Frank
- 1997 Christer Strömholm
- 1998 William Eggleston
- 1999 Cindy Sherman
- 2000 Boris Mikhailov
- 2001 Hiroshi Sugimoto
- 2002 Jeff Wall
- 2003 Malick Sidibé
- 2004 Bernd e Hilla Becher
- 2005 Lee Friedlander
- 2006 David Goldblatt
- 2007 Nan Goldin
- 2008 Graciela Iturbide
- 2009 Robert Adams
- 2010 Sophie Calle
- 2011 Walid Raad
- 2012 Paul Graham
- 2013 Joan Fontcuberta
- 2014 Miyako Ishiuchi
- 2015 Wolfgang Tillmans
- 2016 Stan Douglas
- 2017 Rineke Dijkstra
- 2018 Oscar Muñoz
- 2019 Daidō Moriyama
- 2020 Alfredo Jaar
- 2022 Dayanita Singh[4]